# Damià Andreu Sitges
Damià Andreu Sitges (Maó, Menorca, 1851-1935) fou un organista i compositor mernorquí. Va estudiar amb Benet Andreu i amb Joan Fuxà. Va ser organista de les parròquies de Sant Francesc i del Carme de Maó, com també de Santa Maria a partir de 1876, on tingué entre altres alumnes en Llorenç Galmés Camps. Com a organista, destacà improvisant amb l'instrument i, com a compositor, guanyà diferents certàmens.